# Zamoscer Kreis

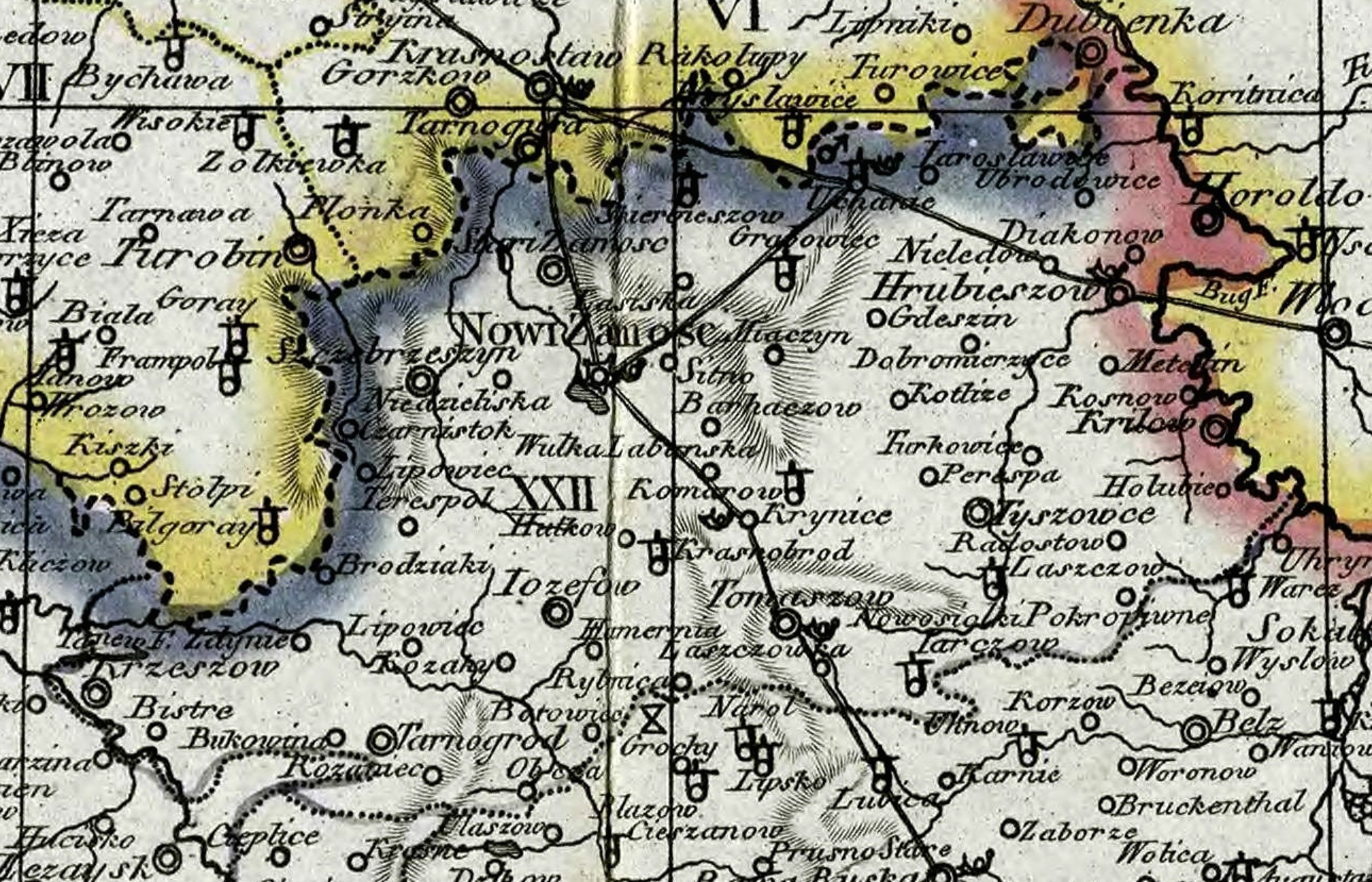
Zamoscer Kreis im Jahr 1805

Zamoscer Kreis (polnisch cyrykuł zamojski) war ein Kreis im Königreich Galizien und Lodomerien in den Jahren 1783–1809 mit dem Sitz in Zamość. Der Kreis umfasste den nördlichsten Teil des Lands der Ersten Polnischen Teilung an der Grenze zu Polen im Norden, ab 1795 Westgaliziens. Er hatte eine Fläche von über 5000 km² (über 6 % des Territoriums der ersten Teilung Polens). Das Gebiet deckte sich mehr oder weniger mit der heutigen Landschaft Zamojszczyzna bzw. mit der Woiwodschaft Zamość in den Jahren 1975–1998, heute mit dem südöstlichen Teil der Woiwodschaft Lublin. Er wurde nach der Friede von Schönbrunn 1809 mit West- bzw. Neugalizien an das Herzogtum Warschau abgetreten.

## Geschichte

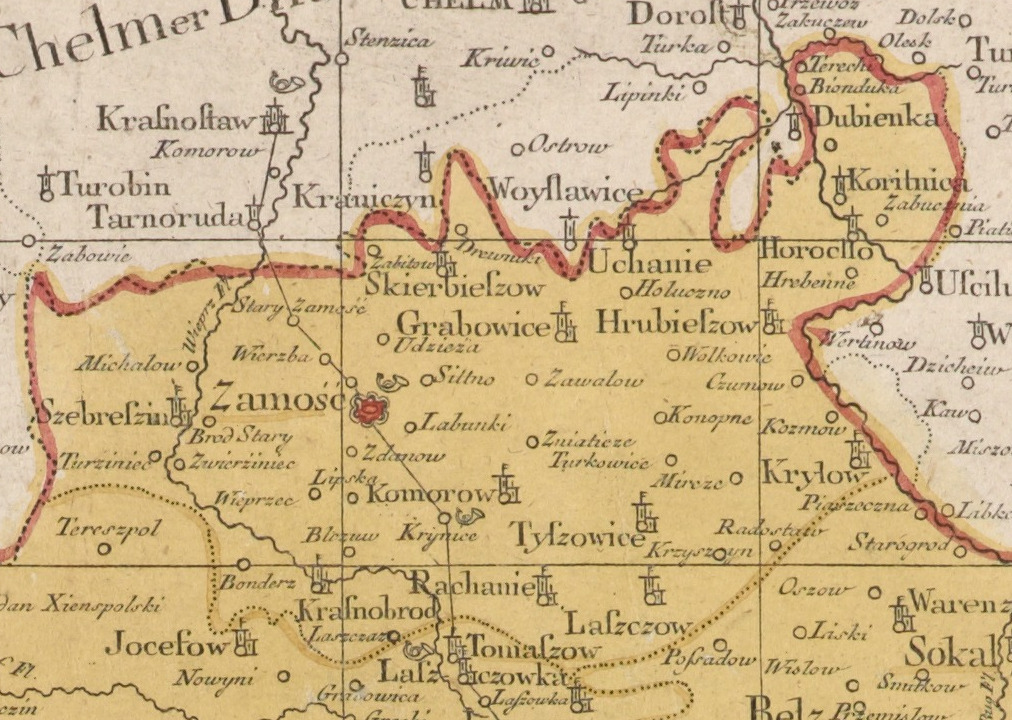
Kreisdistrikt Zamość um das Jahr 1780

Das Gebiet umfasste einen Teil des polnischen Chełmer Lands der Woiwodschaft Ruthenien sowie einen Teil der Woiwodschaft Bełz mit Tomaszów und Hrubieszów. Die Habsburger behandelten zunächst das eroberte Gebiet als vorübergehende Erwerbung und übernahmen die polnische Verwaltung der Woiwodschaften. Erst im Jahr 1773 wurde erste vorläufige administrative Unterteilungen eingeführt. Damals wurde es als Bełzer Kreis mit Sitz in besser entwickelten Zamość in acht Kreisdistrikte (deren genauer Umfang unbekannt ist) aufgeteilt. Es mangelte an Beamten, die mehrheitlich aus Österreich und Böhmen kamen. 1775 wurde die Zahl der Kreisdistrikte auf drei reduziert: Zamość, Sokal und Tomaszów.

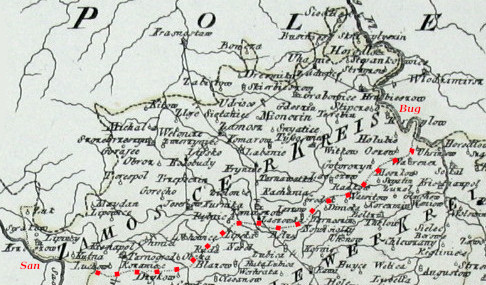
Zamoscer Kreis im Jahr 1791

Nach dem Tod von Maria Theresia brachten die josephinischen Reformen eine längerfristigere administrative Unterteilung. Die Kreisdistrikte wurden aufgehoben. Der neue Zamoscer Kreis wurde größer als der Kreisdistrikt Zamość und umfasste das Gebiet von Tomaszów und Krzeszów am San im Südwesten bis zum Bug im Nordosten.
Die Kreisverwaltung hatte nach den Prinzipien des aufgeklärten Absolutismus sehr große Kompetenzen, sogar im alltäglichen Leben. Nach dem Patent von Joseph II. aus dem Dezember 1785 wurde die deutsche Sprache die einzige Amtssprache, auch in den dörflichen Gemeinden, deren Zuständigkeit erweitert wurde. Die Unterscheidung der Ortschaften mit Stadtrecht wurde eindeutiger als in Polen: die vollberechtigten Städte wurden von Magistraten mit Bürgermeister an der Spitze geführt. Unter Josef II. strebte die Verwaltung eine Deurbanisierung besonders der kleineren Städte an, um sie als bloße Marktorte unter die adelige Jurisdiktion von Assesoren bzw. Syndiken zu bringen.
1783 gab es 10 Städte (Grabowiec, Horodło, Hrubieszów, Józefów, Krzeszów, Szczebrzeszyn, Tarnogród, Tomaszów, Tyszowce und Zamość) und 7 Marktflecken (Jarczów, Komarów, Krasnobród, Kryłów, Łaszczów, Skierbieszów und Uchanie).
Maria Theresia hatte schon um 1774 in Zamość die ersten Handwerker aus deutschsprachigen Gebieten ansiedeln lassen. Es entstanden auch einige deutsche Kolonien im Zuge der Josephinischen Kolonisation (z. B. über 90 Familien in 9 Ortschaften des Zamośćer Familienfideikommiss). Es wurde eine Chaussee von Zamość nach Lemberg (rund 130 km südöstlich) angelegt.

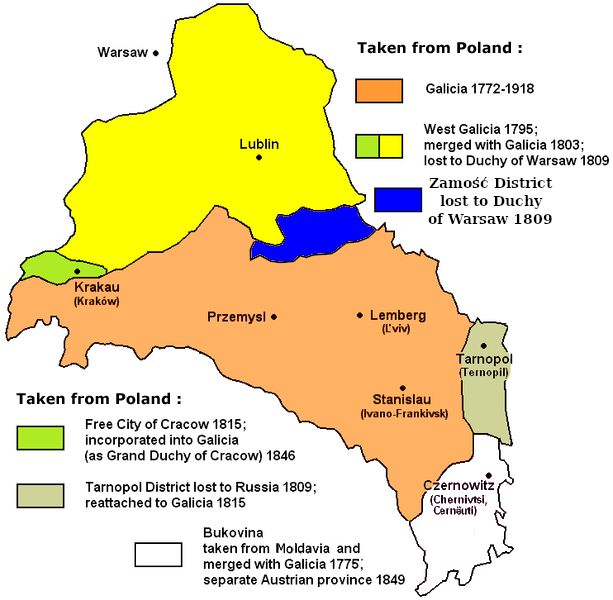
Zamoscer Kreis zwischen Galizien im Süden und Neugalizien im Norden

Der ganze Kreis wurde am 14. Oktober 1809 als der einzige Kreis der Ersten Teilung Polens an das Herzogtum Warschau abgetreten. Die südliche Grenze des Kreises wurde zur neuen Grenze der Habsburgermonarchie, ab 1815 zu Kongresspolen. Das Gebiet gehörte im Herzogtum Warschau zum Département Lublin und wurde in vier Powiate geteilt: Hrubieszów, Tarnogród, Tomaszów und Zamość. Die Marktorte wurden wieder zu Städten aufgewertet.